# Giard Township (Iowa)
Giard Township est un township, du comté de Clayton en Iowa, aux États-Unis,.
Le township est nommé en référence à Basil Giard.

## Source de la traduction
- (en) Cet article est partiellement ou en totalité issu de l’article de Wikipédia en anglais intitulé « Giard Township, Clayton County, Iowa » (voir la liste des auteurs).